# Pièce de 5 centimes épi
La pièce de 5 centimes épi ne sera conservée que cinq ans avant d'être abandonnée pour la pièce de 5 centimes Marianne en 1966.

## Frappes courantes
| Millésime | Tirage      | Remarques        |
| --------- | ----------- | ---------------- |
| 1959      | ???         | prototype bronze |
| 1960      | ???         | présérie         |
| 1961      | 3 500       | essai            |
| 1961      | 39 000 000  |                  |
| 1962      | 166 360 000 |                  |
| 1963      | 71 900 000  |                  |
| 1964      | 126 480 000 |                  |

## Frappes commémoratives
Pas de frappe commémorative.

## Sources
- "Valeur des Monnaies de France" de René Houyez éditions GARCEN